# 林恩 (科羅拉多州)
林恩（英語：Lynn）是位於美國科羅拉多州拉斯阿尼馬斯縣的一個人口普查指定地區。

## 地理
林恩的座標為37°25′19″N 104°38′35″W / 37.42194°N 104.64306°W，而該地最高點為海拔高度1934米（即6345英尺）。

## 人口
根據2010年美國人口普查的數據，林恩的面積為1.857平方千米，當中陸地面積為1.857平方千米，而水域面積為0.000平方千米。當地共有人口12人，而人口密度為每平方千米6人。